# Giuramento dei capitani reggenti
Il giuramento dei capitani reggenti della Repubblica di San Marino viene letto il 1º aprile e 1º ottobre di ogni anno dal segretario di Stato per gli Affari Interni; i capitani prestano giuramento sulle Leges Statutae Sancti Marini, gli statuti risalenti al 1600.

## Giuramento
Ecco il giuramento secondo le Leges Statutae Sancti Marini, con la traduzione in italiano dello scrittore sammarinese Marino Fattori (1832-1896):
Paci, et concordiae civium, qua nil in libero Oppido salubrius, pro viribus intenti eritis, circa custodiam dictae Terrae diu noctuque vos vigilantissimos praestabitis, statuta, reformationes, decreta dictae terrae tam facta, quam fienda, et eis deficientibus bonas, ac laudabiles Populi consuetudines observabitis, ac observari curabitis.
Eritis favorabiles, ac benigni defensores Viduarum, Orfanorum, Pupillorum, miserabiliumque personarum, Ecclesiarum quoque, Hospitalium, ac aliorum venerabilium locorum, ac bonorum, et iurium eorumdem.
Et continuo debitis temporibus, et hora solita durante vestro officio ad solitum tribunal ad ius cuilibet aequo libramine reddendum sedebitis, et tandem quaevis alia semper facietis, quae ad Reipublicae ac hominum eiusdem commodum cedere posse existimabitis.»
Alla pace, e alla concordia dei cittadini, di cui nulla vi ha di più salutare in una libera Città, con tutte le vostre forze attenderete, sarete vigilantissimi giorno e notte della custodia della detta Terra, e gli Statuti, le riformazioni, i decreti dell’anzidetta Terra tanto fatti, quanto da farsi, e in difetto di essi le lodevoli consuetudini del Popolo, curerete di osservare e di far osservare.
Sarete favorevoli, e benigni difensori delle vedove, degli orfani, dei pupilli, e delle miserevoli persone, e così delle Chiese, degli Ospedali, e degli altri venerabili luoghi, e dei beni, e dei diritti dei medesimi.
E continuamente nei debiti tempi e nell’ora solita durante il vostro ufficio al solito Banco sederete a render ragione con equa bilancia a ciascuno, e finalmente tutto quello sempre farete, che giudicherete possa tornare utile al bene della Repubblica, e de’ suoi cittadini.»
(Leges Statutae Sancti Marini, 1600, Giuramenti dei Capitani reggenti)